# 弥永英晃
弥永 英晃（やなが ひであき）は、日本の心理カウンセラー・看護師・船舶衛生管理者(船舶内での国際法に基づく医療行為（診察、縫合、注射、投薬、止血が許可)・作家・小説家・絵本作家・児童文学作家、脚本家、エッセイスト、元ミュージシャン・元歌手・作詞家・作曲家。米国・英国・日本で活躍した著名なベストセラー作家の翻訳を務める台湾の大手『Bardon-Chinese Media Agency』事務所公式エージェント登録作家。サイバーエージェント社が運営するアメーバブログでは芸能人・有名人タレント公式ブロガー公認登録されている。

## プロフィール
福岡県生まれ、生年月日非公開。
「心理カウンセラー・メンタルトレーナー・作家」として活動。著書は海外翻訳されている。海外でモンゴル国文化優秀勲章受章者と絵本出版なども行う。2022年-モンゴル国ウランバートル市より無償ボランティア・慈善活動が評価され「チンゲルテイ地区児童図書館感謝状」授与された中国最大級の大手通販書店『Dangdang』で「心理カウンセリング部門」のベストセラー1位を記録。水樹奈々さん推薦おやすみ絵本の『ねむりの王国のクウ』がハリーポッターを超えて、Audible絵本・児童書ランキング1位。創設当初2021年始動時より第1回メンタル本大賞®実行委員会のメンタル本大賞®アドバイザーを務めるが、翌日　正式にメンタル本大賞®実行委員となる。第３回メンタル本大賞®2023にて日経ビジネス「世界を動かす日本人50」&Forbes「日本のインパクト・アントレプレナー35」に選出された田口一成が設立したボーダレスジャパン主催ForGoodアワード2023『グッドアクション賞』受賞（社会課題解決を促進するロールモデルプロジェクトに贈られる賞)　2025年-ドイツにて世界最大規模フランクフルトブックフェア2022出展・2025年出展する。イタリアのボローニャ国際児童図書展2023年に出展。

## 受賞その他
- 2015年-青月社10周年プロジェクト第1回 作家オーディション合格[12]
- 2016年 - 大分朝日放送 番組名JOKER DX 2016年「JOKER DXベストセレクション第1位」受賞[13]
- 2019年 - 2019年PHP研究所×Kinoppy紀伊國屋書店タッグ企画【自己を見つめ、他人を知り、自分を高める30冊】の【自分を高める10冊】に著書『症状改善率98%のカリスマ心理カウンセラーが明かすパニック障害の不安がスーッと消え去る17の方法』(PHP研究所)/発売(大和出版)が選出受賞[14]
- 2019年11月12日-11月25日：「ネルノダ」のローソン限定朗読キャンペーンの朗読絵本に『スグ効くおやすみ絵本 子猫のクウねむり城への大冒険』が選出[15]。
- 2019年-2020年：日本福祉大学・日本福祉大学大学院の『企画展示図書』として、2019年後期『脳科学×心理学で自己肯定感を高める方法』(大和出版)が選出された[16]。
- 幕張蔦屋書店で展開中の「ペイフォワード文庫」に『寝る前に5分読むだけで不安がスーッと消え去る本』(大和出版)が選書された[17]。
- 2020年 - 2020年PHP研究所×Kinoppy紀伊國屋書店タッグ企画【自分の芯を見つける30冊】の【自分を認める10冊】に著書『脳科学×心理学で自己肯定感を高める方法』(PHP研究所)/発売(大和出版)が選出受賞[18]
- 2022年6月-「メンタル本大賞2022ノミネート作品」候補選出。選考作品:短編小説『寝る前に5分”読むだけで「不安」がスーッと消え去る本』[19]
- 2023年12月-第３回メンタル本大賞®2023にてボーダレスジャパンが主催するForGoodアワード2023『グッドアクション賞』（社会課題解決を促進するロールモデルとなるプロジェクトに贈られる賞)受賞。

## 出演
テレビ
- 家、ついて行ってイイですか?（テレビ東京）
- JOKER DX（大分朝日放送）

ラジオ
- 水樹奈々 スマイルギャング(文化放送)
- 水樹奈々のMの世界(TOKYO FM)
- 梶裕貴のひとりごと(文化放送)
- OH! HAPPY MORNING（JFN系列）
- ママ夢ラジオ（渋谷クロスFM)
- 美憂雨のJAZZ BABへようこそ(AIR STATION HIBIKI)
- JOY TO THE OITA　出演者:globe:KEIKO・globe:マーク・パンサー・賎川寛人アナウンサー(大分放送)

YouTube
- 宮迫博之のYouTubeチャンネル『裏迫ですッ！』
- Be-B(和泉容)のYouTubeチャンネル『Ｂｅ－Ｂ Ｙｏ Ｉｚｕｍｉ』

雑誌
- 音楽と人(音楽と人)2024年2月号-表紙『sixTONES』特集、チバユウスケ、関ジャニ∞、KinKi Kids、堂本剛、DIR EN GREY等、過去にボーカルとして活動していたロックバンド『XRos(クロス)』時代の楽曲4曲収録した初4thロックアルバム『Don't　Worry　Good　Sleeping』が掲載された。某レコード会社からデビューオファーがあったことを初めて明かした[20]。
- anan(マガジンハウス)-2021年8/9号 表紙『WEST.重岡大毅』特集「睡眠と自律神経」に『おやすみ絵本　ねむりの王国のクウ』(インプレス)が紹介された。[21]
- PHPスペシャル(PHP研究所)-2019年11月号特集インタビュー:女優夏帆 特集執筆『心に負担を感じたら、その場で即!　30秒でストレスを解消するセルフケア』を掲載[22]
- 『猫ぐらし』（アスペクト)-2016年秋号 作家・漫画家たちの猫暮らしに注目! 本と猫　町田康、村山由佳、柳美里、いくえみ綾、くるねこ大和ほか

Web
- 『Book Bang－ブックバン－』(新潮社)[23]
- 『ダ・ヴィンチニュース』(KADOKAWA)[24]
- 『東洋経済オンライン』(東洋経済新報社)[25]。「海外で実証､｢寝る前読書｣のリラックス睡眠効果適切な本を選べば68％ものストレス軽減」
- 『現代ビジネス』(講談社)[26]。『寝る前に不安を取り除き、気持ちがスーッと楽になる「2つの安眠法」』
- 『マイナビニュース』(マイナビ)[27]
- 『明るい出版業界紙』(ライツ社)[28]
- 『疲れた心が楽になる本』というのは、たとえばこういう本である〜「メンタル本大賞」第1回受賞作/(サンクチュアリ出版　公式note)
- ボーダレスジャパンが主催するメンタルヘルス部門のMENTにて、朝までぐっすり眠る方法って?(ボーダレスジャパンメンタルヘルス部門公式サイト)[29]。

イベント
- 弥永英晃トークイベント&サイン会[30]（紀伊国屋書店アミュプラザおおいた店）(2015年9月27日)
- 東京大学・東京大学大学院学生が利用する東京大学消費生活協同組合で各種13書籍の書籍取り寄せ販売が行われている[31]。(2024年4月)
- 1997年までイギリス領土の香港名門大学「香港浸会大学」にて科学的根拠・研究書籍対象として蔵著されている[32]
- 地方独立行政法人　大阪市民病院機構の図書室「医療・心の健康の分野」で「薬に頼らず-ラクになる　やさしいうつの治しかた」(星雲社)が図書番号10270登録され、医師・研修医・看護師・臨床心理士に役立つ本として貸出が行われている[33]。(2020年10月)
- 日本福祉大学・日本福祉大学大学院の『企画展示図書』として、2019年後期『脳科学×心理学で自己肯定感を高める方法』(大和出版)が選出された(2019年-2020年)
- 広島県世羅町公式ホームページに掲載されている『広報せら』(2019年7月号N0178号)世羅図書館ページに『症状改善率98%のカリスマ心理カウンセラーが明かすパニック障害の不安がスーッと消え去る17の方法』（大和出版)が掲載された[34]
- 福岡県立図書館の特集展示「こころを科学する」[35]に、『“寝る前に5分”読むだけで「不安」がスーッと消え去る本』(大和出版)が展示される(2021年6月10日)
- 愛知県一宮市立図書館6F展示場にて『頑張るあなたに休息計画』として絵本『スグ効くおやすみ絵本 子猫のクウねむり城への大冒険』が展示絵本に選出された[36](2020年11月17日-2021年1月17日)
- 幕張蔦屋書店で、弥永英晃限定サイン本の発売展開が行われた。(2021年7月16日-)
- JR東日本の公式ECサイトにて書籍の販売が取り扱われる(2022年11月-)

## 著書
実用
- 『薬に頼らずラクになる-やさしいうつの治しかた』（星雲社）帯推薦:安西ひろこ　推薦・解説:医学博士・内科医　石原均
- 『もうダメだと心が折れそうになったとき 1分でラクになる心の薬箱』（青月社）
- 『症状改善率98%のカリスマ心理カウンセラーが明かすパニック障害の不安がスーッと消え去る17の方法（大和出版）/電子書籍』（PHP研究所）
- 『「脳科学×心理学」で自己肯定感を高める方法』（大和出版）/電子書籍（PHP研究所）
- 『症状改善率98%の心理カウンセラーが明かす薬に頼らず「うつ」を治す28の方法』　(コスミック出版)
- 『カリスマ心理カウンセラーが明かす [弥永式]パニック発作が起こらなくなってくる本』（大和出版）/電子書籍（PHP研究所）

電子書籍
- 『１分でラクになる心の潜在意識セラピー (ディスカヴァーebook選書) 』(ディスカヴァー・トゥエンティワン)

CDブック
- 『〔弥永式〕自律神経ケア術 心と体の不調がスーッと消え去るCDブック』（大和出版）帯推薦:精神科医・医学博士　藤井英雄
- CD版　『3分読むだけでグッスリ眠れる本』(パンローリング)
- CD版　『おやすみ絵本 ねむりの王国のクウ』(パンローリング)帯推薦：精神科医　平光源　推薦・解説　医学博士・内科医　石原均

小説
- 『“寝る前に5分”読むだけで「不安」がスーッと消え去る本-連作短編集』（大和出版）/電子書籍（PHP研究所）
  - 収録作品：神様の才能プレゼント / 雲ヒツジと少年 / 天国の人生図書館 / 音楽の海辺とIQ180の天才 / 海の見える丘にあるBARで / 子猫のクウ『森のしあわせ診察所』と幸福宝島の冒険 / 天使が見える画家 /

- 『3分読むだけでグッスリ眠れる本』(秀和システム)
  - 収録作品：子猫のクウ~不思議な「眠りのボタン」の魔法/気球に乗る少年/羊を数える少年/深い夢への階段~小説家アリスの話/あったかいお風呂/読むクスリ~時を忘れる湖と眠りのボート/眠りの時計/パーフェクトフルムーンと天体観測/見るだけでどんどん眠くなる魔法の絵本/オーロラと聖なる森

- 『脱・引き寄せの法則ワークブック〜引き寄せの法則難民を脱出するための7つの秘密』（デザインエッグ)帯推薦:精神科医　宮島賢也　【長編小説原作・シナリオ脚本・小説一部執筆・総合プロデュース担当】

絵本
- スグ効くおやすみ絵本 子猫のクウねむり城への大冒険（東邦出版）
- 『好想睡，好想睡…：睡覺城堡大冒險』（台灣東販）[37]（取次トーハンの関連会社）
- 『おやすみ絵本　ねむりの王国のクウ』　(インプレス)帯推薦:水樹奈々
- 『メアリー音楽旅行団〜黄金ライオンと「おもいでのきおく」を食べる小鳥〜』(いしだえほん)帯推薦:ゴルゴ松本(TIM)

海外出版絵本
- モンゴル国にて『メアリー音楽旅行団〜黄金ライオンと「おもいでのきおく」を食べる小鳥〜』(admon)(モンゴル語。日本語同時翻訳版:2022年４月16日)

エッセイ
- 『願いは、かニャう！ ジョセフ・マーフィーの引き寄せる言葉』 （イースト・プレス）

漫画化作品
- 『まんがでわかる脱・引き寄せの法則-本当に「引き寄せる」ために-』（イースト・プレス）

共著
- 『脱・引き寄せの法則ワークブック〜引き寄せの法則難民を脱出するための7つの秘密』（デザインエッグ)帯推薦:精神科医　宮島賢也

海外翻訳版
- 好想睡，好想睡…：睡覺城堡大冒險『スグ効くおやすみ絵本　子猫のクウ　ねむり城への大冒険』(台湾版.2019年7月1)台灣東販

- 불안하다고 불안해하지 말아요 공황장애를 다스리는 17가지 방법『症状改善率98%のカリスマ心理カウンセラーが明かすパニック障害の不安がスーッと消え去る17の方法』(韓国版.2020年7月5日)YEAMOONSA

- 腦科學╳心理學的自我肯定法：處理隱形創傷，能接受別人的付出，開始喜歡自己『「脳科学×心理学」で自己肯定感を高める方法』(台湾版.2020年8月5日)木馬文化

- 自我肯定的力量：如何构建积极信念，乐观面对每一天『「脳科学×心理学」で自己肯定感を高める方法』(中国版.2021年5月1日)四川文艺出版社
- 「Мэари аялан тоглолтын хамтлаг」「Алтан арслан ба “Дурсамж болох ой санамж” иддэг шувуу」『メアリー音楽旅行団〜黄金ライオンと「おもいでのきおく」を食べる小鳥〜』(admon)(モンゴル版:2022年４月16日)
- 「잘 자요 그림책 모두 잠드는 나라」『おやすみ絵本ねむりの王国のクウ』(韓国版.2022年4月25日)Gimm-Young Publishers, Inc.

- 零焦虑入眠：5分钟阅读减压法 “寝る前に5分”読むだけで「不安」がスーッと消え去る本-連作短編集（花城出版社）(中国版.2023年1月1日)

## オーディオブック化
- スグ効くおやすみ絵本　子猫のクウねむり城への大冒険　Aコース　CV朗読:水樹奈々　制作:ハウスウェルネスフーズ　キャンペーン協力:ローソン
- スグ効くおやすみ絵本　子猫のクウねむり城への大冒険　Bコース　CV朗読:梶裕貴　　制作:ハウスウェルネスフーズ　キャンペーン協力:ローソン
- 『オトバンク』にてオーディオブック化 『症状改善率98%のカリスマ心理カウンセラーが明かすパニック障害の不安がスーッと消え去る17の方法（大和出版）/電子書籍（PHP研究所）』ナレーション:池原卓冶(現:篠住卓冶)
- Amazonの音声朗読サービス『 audibie』 にてオーディオ化 『CD版　3分読むだけでグッスリ眠れる本』(パンローリング)ナレーション: 井門 宗之
- Amazonの音声朗読サービス『 audibie』 にてオーディオ化『おやすみ絵本 ねむりの王国のクウ』(パンローリング)帯推薦：精神科医　平光源　推薦・解説　医学博士・内科医　石原均　ナレーション:安田愛実

## CD
- 天から降りてきた奇跡の声 魂を深く癒す 倍音レイキ スピリチュアルヴォイス「祈り-Prayer-」/ヒプノセラピー瞑想CD
- 人気カリスマ心理カウンセラーが作った絶対の自信を手に入れ「パニック障害・うつ」を消し去る 望む未来のあなたになれる聴く心理セラピーCD

## 音楽CD/音楽配信
- CDアルバム:タイトル「Fragment de memoire」(フランス語で"記憶の欠片"を意味する単語)
- 発売日2020年4月20日　全15曲　69分29秒
- レーベル:アーティストハウスレーベル
- 順位:Amazonポップス(ミュージック)部門3位
- 2021年9月-iTunes Store、Apple Music、Spotify、KKBOX、LINE MUSIC、Amazon Music、Amazon Music Unlimited、YouTube Music、Deezer、レコチョク、music.jp、mora、AWA、TOWER RECORDS MUSICなどで配信。

- 音楽配信アルバム
- 1stアルバム　『Fragment de memoire』 2021年9月　レーベル:アーティストハウスレーベル　全15曲（全作詞・作曲・編曲・演奏・歌／弥永英晃）
- 2ndアルバム　『灰とダイヤモンド』 2021年10月　レーベル:アーティストハウスレーベル　全14曲（全作詞・作曲・編曲・演奏・歌／弥永英晃）
- 3rdアルバム　『Time Passed ME by』 2022年7月　レーベル:アーティストハウスレーベル　全16曲（全作詞・作曲・編曲・演奏・歌／弥永英晃）
- 4thアルバム　ロックバンド「XRos」時代の楽曲4曲収録した初ロックアルバム『Don't　Worry　Good　Sleeping』2024年1月　レーベル:アーティストハウスレーベル　全16曲(1曲目　作曲IAN、7曲目作詞IANを除く全作詞・作曲/弥永英晃)